# Servidor de Ajedrez Gratuito por Internet
El Servidor de Ajedrez Gratuito por Internet es un servidor de internet en el que cualquier persona puede jugar partidas de ajedrez desde una computadora contra otro usuario utilizando como medio una conexión por internet. Para esto se requiere únicamente utilizar cualquier programa cliente de ajedrez. En inglés es llamado Free Internet Chess Server (FICS).
Fue organizado como alternativa gratuita al servidor Internet Chess Club (ICC), después de que el ICC comenzara a cobrar por usar sus servidores.

## Historia
El primer servidor de internet para ajedrez fue llamado Internet Chess Server (ICS), y comenzó a funcionar en enero de 1992. El programa fue codificado, soportado y operado enteramente por voluntarios hasta 1995, cuando los administradores comenzaron a cobrar por ser usuario y cambiaron el nombre a ICC.
Muchos programadores del ICS vieron que la comercialización del ICS como una explotación de su trabajo. Este grupo, liderado por Chris Petroff, desarrolló FICS como una alternativa al modelo de pago, dando a los usuarios acceso gratuito y sin restricciones. El servidor FICS debutó el 3 de marzo de 1995.
FICS es una organización sin ánimo de lucro administrada enteramente por voluntarios. En mayo de 2011 había aproximadamente 330.000 usuarios registrados. En 2013 FICS contaba con 83.304 jugadores activos, que jugaron más de 28 millones de partidas.

## Conexión
Para jugar ajedrez en el FICS únicamente se necesita conectarse al servidor mediante un applet en el sitio web de FICS o usando un programa cliente que puede ser tan simple como un cliente Telnet, o con programas gratuitos especializados para el juego en línea como el programa PyChess.
Los usuarios pueden iniciar sesión como invitados o pueden usar el sitio web para registrarse y obtener una cuenta gratuita. Cada usuario puede usar solamente una cuenta. El servidor mantiene las estadísticas de los juegos y los índices de audiencia para los usuarios registrados. FICS usa el sistema de índice de audiencia Glicko.

## Modo de juego
Los usuarios pueden buscar contrincantes (seek) que esperan contricante y solicitar jugar con él, o solicitar jugar y esperar a que alguien juegue. La búsqueda de contricantes (seeks) incluye el tiempo propuesto y rango de índice de audiencia deseado. Pueden ser manuales si la persona hace la búsqueda y prefiere seleccionar entre los potenciales oponentes. Los usuarios también pueden enfrentarse a un jugador específico entre los usuarios.
Los movimientos son hechos con el ratón en una imagen del jugador de ajedrez. Sin embargo el usuario también tiene la opción de escribir los movimientos en notación algebraica, ideal para usuarios de laptops únicamente con touchpad, sin ratón.
Todos los juegos son grabados por un bot y los publica para su visualización y descarga en la base de datos de juegos de FICS (ajedrez y todas sus variantes excepto "pasapiezas") y la base de datos de pasapiezas.

## Control de tiempo
La gente tiende a jugar más ajedrez rápido en la red. Los juegos largos con más de 15 minutos por jugador son llamados estándar y son también comunes en los servidores.
Se mantienen rankings separados para partidas según el ritmo de juego:
- Lightning: Son juegos con una duración menor a 3 minutos.
- Blitz: Son juegos con duración entre 3 y 15 minutos.
- Estándar: Son jugadas con duración de 15 minutos o más.

Las variantes irregulares como Fischer Random son agrupadas juntas y no son clasificadas por controles de tiempo.
El retraso Fischer es popular: el control de tiempo es asignado por dos números, los minutos de cada jugador es sorteado al iniciar el juego y los segundos son añadidos al reloj del usuario después de hacer un movimiento (el incremento). 
Por ejemplo, en el popular 2-12, cada jugador recibe 2 minutos al iniciar el juego y 12 segundos son añadidos al reloj de cada jugador después de hacer el movimiento. Debido a que todos las partidas parecen terminar a los cuarenta movimientos para motivos de clasificación de formatos, 2-12 se agrupa en la categoría de 10 minutos por jugador (10=2+12*40/60).
El sellado del tiempo (time seal) es una utilidad que permite al servidor contar para efectos de retraso. Cada movimiento hecho por el usuario es grabado localmente y el tiempo gastado para el movimiento de información que tomaría llevar el dato al servidor no se descuenta del reloj. Este programa puede ser útil para personas con conexiones lentas, pero puede molestar a los oponentes si ocurren retrasos extremos en tiempo real pero que no se reflejan en el reloj. A diferencia del ICC y otros servidores de pago, FICS no lleva un registro de lags centralizados, ni excluye usuarios con retrasos de tiempo persistentes.

## Interfaces
Una interfaz de ajedrez es una aplicación específicamente* diseñada para conectarse e interactuar con los servidores de ajedrez por internet. FICS no requiere de una interfaz en particular. Muchas interfaces están disponibles para su descarga desde el la sección de descargas del sitio web de FICS
Las interfaces son desarrolladas independientemente de FICS. De acuerdo con FICS no hay una interfaz oficial. De acuerdo a las estadísticas de inicios de sesiones las interfaces más usadas son las siguientes:
- En sistemas operativos Windows: BabasChess, Jin, WinBoard, Thief, Raptor y Scid.

- En otros sistemas operativos las interfaces son: eboard, XBoard, PyChess y Jin.

También las interfaces web que corren en navegadores (suelen tener menos características que otros clientes): JavaBoard, JinApplet, y QXBoard.

## Canales
El número de canales de chat se enumeran de 0 a 255 y muchos se reservan para usos particulares.
Por ejemplo el canal 1 es por lo general usado para ayudas, preguntas que son respondidas por los administradores de FICS o representantes de servicio.
El canal 4 es para ayudar a los invitados. El canal 50 es para chat general. 
Un usuario puede escuchar y responder en hasta 30 canales a la vez. Además de los canales otras formas de comunicación masiva disponible a los usuarios son los gritos (shouts), que pueden ser vistos por todos los usuarios conectados, siempre que no deshabiliten la opción correspondiente.

## Variantes
Actualmente las siguientes variantes de ajedrez están disponibles en el FICS además del ajedrez clásico:
- Suicida: La captura es compulsiva, el jugador gana perdiendo todas sus piezas, el rey no tiene significado especial.
- Ajedrez de los perdedores: Como el ajedrez suicida, pero con reglas adicionales perteneciente al rey y al jaque.
- Atómico: Las piezas explotan cuando son capturadas, eliminando todas las piezas adyacentes excepto los peones.
- Salvaje: Nueve diferentes variantes similar al ajedrez regular pero de diferentes tipos de posiciones iniciales, incluyendo ajedrez 960.
- Bughouse (Pasa piezas): A paso rápido, cuatro jugadores por juego en el que dos equipos de dos jugadores se enfrentan a otro equipo en dos tableros.
- Casa loca: Versión de dos jugadores del pasapiezas donde las piezas capturadas se reincorporan al juego.

## Torneos en FICS
Los torneos son organizados regularmente y transmitidos en el FICS. El siguiente es un resumen de los torneos más importantes:

## Torneos Mamer
Son organizados por Mamer, un director de torneos automatizado. Mamer es ejecutado por los administradores de Mamer, que son designados como (TM) al lado de sus títulos y están en los torneos para supervisarlos y asistir a los participantes.
El canal para los torneos mamer es el 49, y los torneos son anunciado mediante anuncios en el canal y a través de cshouts. Los torneos son organizados por rango Mamer en tiempos de control de 1 a 90 30 e incluyen todas las variantes.

## Otros torneos
Otros torneos en el FICS mayoritariamente incluyen tiempos de control lento, por lo general más de 45 minutos. Dos de los más populares de estos torneos son la liga de equipo de FICS. Usan controles de 45 y 45 y la liga de ajedrez en línea (OCL) que usa controles 60 15. Ambos eventos tienen equipos de 4 que compiten contra el otro y cada jugador juega una partida por semana. Además, la rama STC o el STCB organizan muchos torneos con tiempos de control bajos.

## Retransmisiones
FICS también retransmite los eventos de ajedrez. Un bot programado por voluntarios aprende de los movimientos en las jugadas y releva a cuentas especiales de demostración que son mostradas para ser jugadas por otros. Estas cuentas de demostración llevan los juegos de los maestros jugando en el evento. Mientras otros usuarios e invitados de ajedrez pueden ver cualquier juego entre los usuarios de FICS y chatear sobre el juego con otro usuario. 
Las retransmisiones cubren cada campeonato desde su inicio, también incluye la retransmisión de Wijk aan Zee, Morelia-Linares, Amber Melody, y los campeonatos mundiales en directo.

## Ataques al servidor
En julio de 2013 el servidor estuvo inaccesible por un periodo de 10 días después de que una cuenta de un administrador fuera comprometida. El 25 de agosto de 2013 otro ataque afectó al sitio oficial y desactivó el servidor durante varias horas.